# 梅泽尼莱
梅泽尼莱（義大利語：Mezzenile），是意大利都灵省的一个市镇。总面积28.98平方公里，人口851人，人口密度29.4人/平方公里（2009年）。ISTAT代码为001152。